# Irenäus Eibl-Eibesfeldt
Irenäus Eibl-Eibesfeldt (Archivo de audio "irɛˈnɛːʊs ˌaɪ̯bl̩ʔˈaɪ̯bəsfɛlt" no encontrado; Viena, 15 de junio de 1928 – Starnberg, 2 de junio de 2018) fue un etólogo austríaco en el campo de la etología humana. En un libro del mismo título, aplicó la etología a los humanos estudiándolos desde una perspectiva más común en los volúmenes que estudian el comportamiento animal.

## Biografía
Eibl-Eibesfeldt estudió zoología en la Universidad de Viena de 1945 a 1949. Desde 1946 a 1948, fue investigador asociado en la Estación Biológica Wilhelminenberg cerca de Viena y en 1949 se convirtió en investigador asociado del Instituto de Estudios Comparativos del Comportamiento en Altenberg cerca de Viena con Konrad Lorenz. Entre 1951 y 1969, trabajó en el Instituto Max Planck de Fisiología del Comportamiento (primero en Westfalia, desde 1957 en Seewiesen, Baviera). En 1970 fue nombrado profesor de zoología en la Universidad de Munich. Desde 1975 fue director del Instituto Max Planck de Fisiología del Comportamiento, Departamento de Etología Humana en Andechs, Alemania. Fue cofundador y primer presidente de la Sociedad Internacional de Etología Humana. Desde 1992 fue Director Honorario del Instituto Ludwig-Boltzmann de Etología Urbana de Viena.
En los primeros 20 años de su trabajo como etólogo animal, investigó de forma experimental y descriptiva el desarrollo del comportamiento de los mamíferos y comparó el comportamiento de comunicación de los vertebrados. Fue autor de numerosos libros como Amor y odio: La historia natural de los patrones de comportamiento y Etología humana.

## Honores y distinciones
- 1971 Medalla de Oro del cosmos de la Sociedad Bölsche para servicios de difusión del conocimiento científico
- 1981 Premio Burda por la investigación comunicativa
- 1988 Premio Philip Morris de investigación
- 1989 Medalla de Oro Honorífica de Viena
- 1994 Doctorado honorífico de Filosofía en la Universidad de Salamanca
- 1995 Orden del Mérito de la República Federal de Alemania
- 1996 Burbuja del Parque Nacional en oro con rubíes y diamantes por el excepcional servicio a la protección internacional de la naturaleza otorgado por el Museo de Historia Natural de Viena y la Academia del Parque Nacional Danubio-Auen.
- 1996 Premio Medioambiental Schwenk'scher de Ebersberg
- 1997 Medalla de Oro de la Fundación Drs Haackert, otorgado por contribuciones destacadas al estudio del comportamiento humano.
- 1997 Orden del Mérito de Baviera
- 1997 years prize of the Foundation for Western consciousness (STAB) from Zurich
- 1998 Condecoración Austriaca de las Ciencias y las Artes[4]
- 1998 Inge and Werner Grüter Award for successful science communication for services to the marine biology and Riffforschung
- 1999 "Premio Catedra Santiago Grisolía" por sus contribuciones al estudio de la etología de los pueblos y la agresividad
- 1999 "Al mérito" por la Estación Científica Charles Darwin, Ecuador
- 2001 Premio Honorífico de la Fundación Heinz Sielmann para uso en conservación, especialmente en las Islas Galápagos
- 2003 Medalla de Oro por servicios a la ciudad de Viena
- 2005 Doctorado Honorífico de Psicología en la Universidad de Bolonia, Italia